# (13512) 1989 TH1
(13512) 1989 TH1 là một tiểu hành tinh vành đai chính. Nó được phát hiện bởi Atsushi Sugie ở Dynic Astronomical Observatory Nhật Bản, ngày 8 tháng 10 năm 1989.